# 民族路 (重庆市)
民族路是重庆市西北——东南向重要道路之一，临江支路以南为步行街，分布着王府井百货重庆店，美美时代广场等百货店和购物中心，农畜产品交易所，重庆股份转让中心，重庆联合产权交易所，重庆农村土地交易所四大交易所，日本，英国，加拿大，丹麦，柬埔寨，菲律宾领事馆，以及众多金融机构。
民族路也是重庆超过200米的摩天大楼最集中的地区。